# Чумарна (Сучава)
Чумарна (рум. Ciumârna) насеље је у Румунији у округу Сучава у општини Ватра Молдовицеј. Oпштина се налази на надморској висини од 756 m.

## Становништво
Према подацима из 2002. године у насељу је живело 494 становника.

### Попис2002.
| Расподела становништва по националности 2002.‍ | Расподела становништва по националности 2002.‍ | Расподела становништва по националности 2002.‍ | Расподела становништва по националности 2002.‍ | Расподела становништва по националности 2002.‍ |
| --------------------------------------------- | --------------------------------------------- | --------------------------------------------- | --------------------------------------------- | --------------------------------------------- |
|                                               |                                               |                                               |                                               |                                               |
| Румуни                                        | Румуни                                        |                                               | 324                                           | 65,7%                                         |
| Украјинци                                     | Украјинци                                     |                                               | 169                                           | 34,3%                                         |